# Style Beaumanoir
Pour les articles homonymes, voir Beaumanoir.

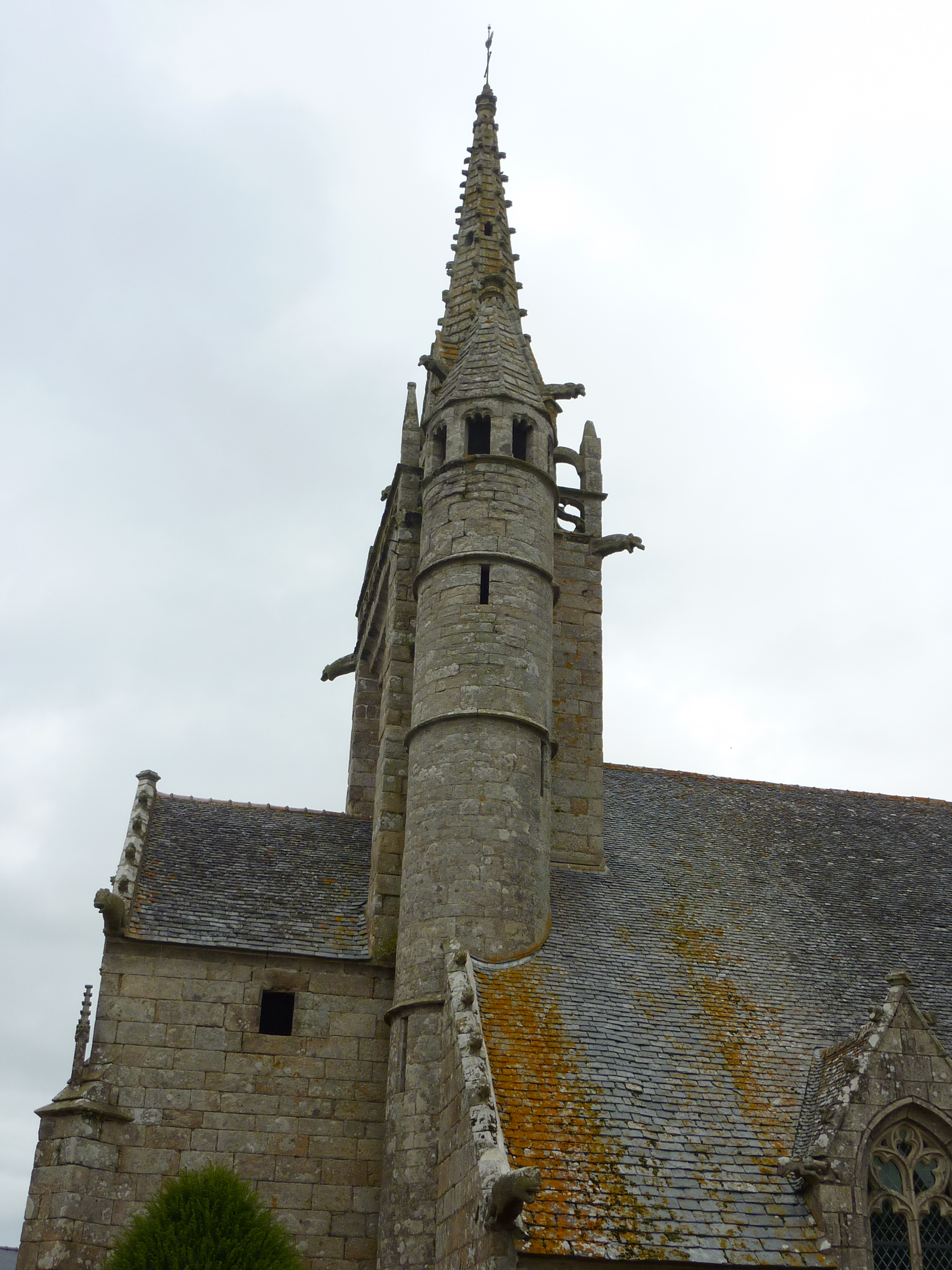
Église Saint-Yves de Plougonven (Finistère). Clocher-mur Beaumanoir.

Le style Beaumanoir désigne une série d'édifices religieux bretons de la période flamboyante, d'une facture originale. Ils sont reconnaissables à leur clocher-mur élancé, accosté d'une tourelle d'escalier, et à leur chevet à trois pans, à hauts gables et à noues multiples. Ils sont construits à la fin du XVe siècle et au XVIe, principalement dans le Bas-Trégor. Le style est imité jusqu'au XIXe siècle.
L'existence d'un atelier ayant répandu le style ne prête pas à discussion. Mais l'attribution de cette paternité à Philippe Beaumanoir et à sa famille est controversée.

## Localisation

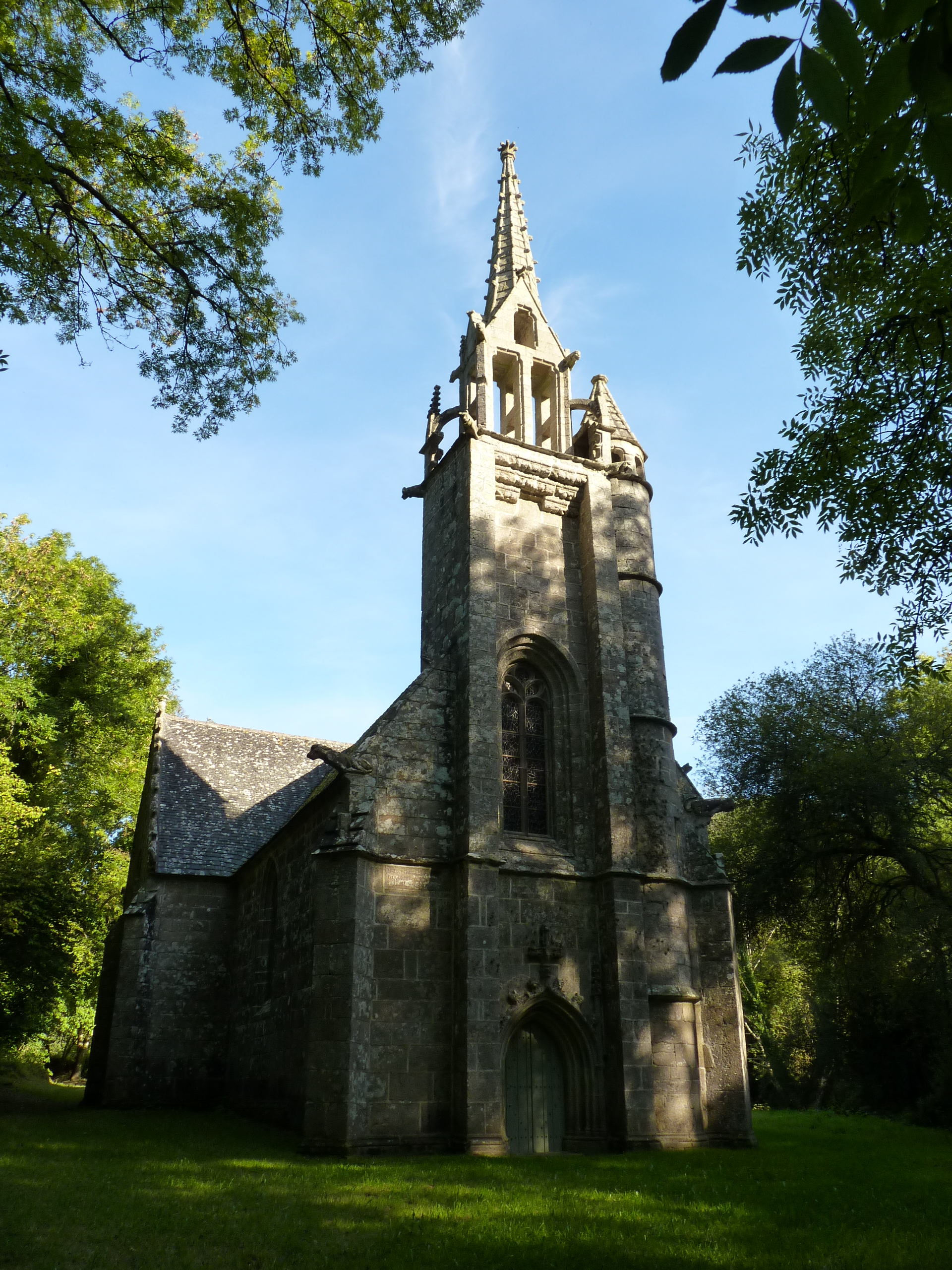
Chapelle Saint-Nicolas de Plufur (Côtes-d'Armor), le prototype du style Beaumanoir.

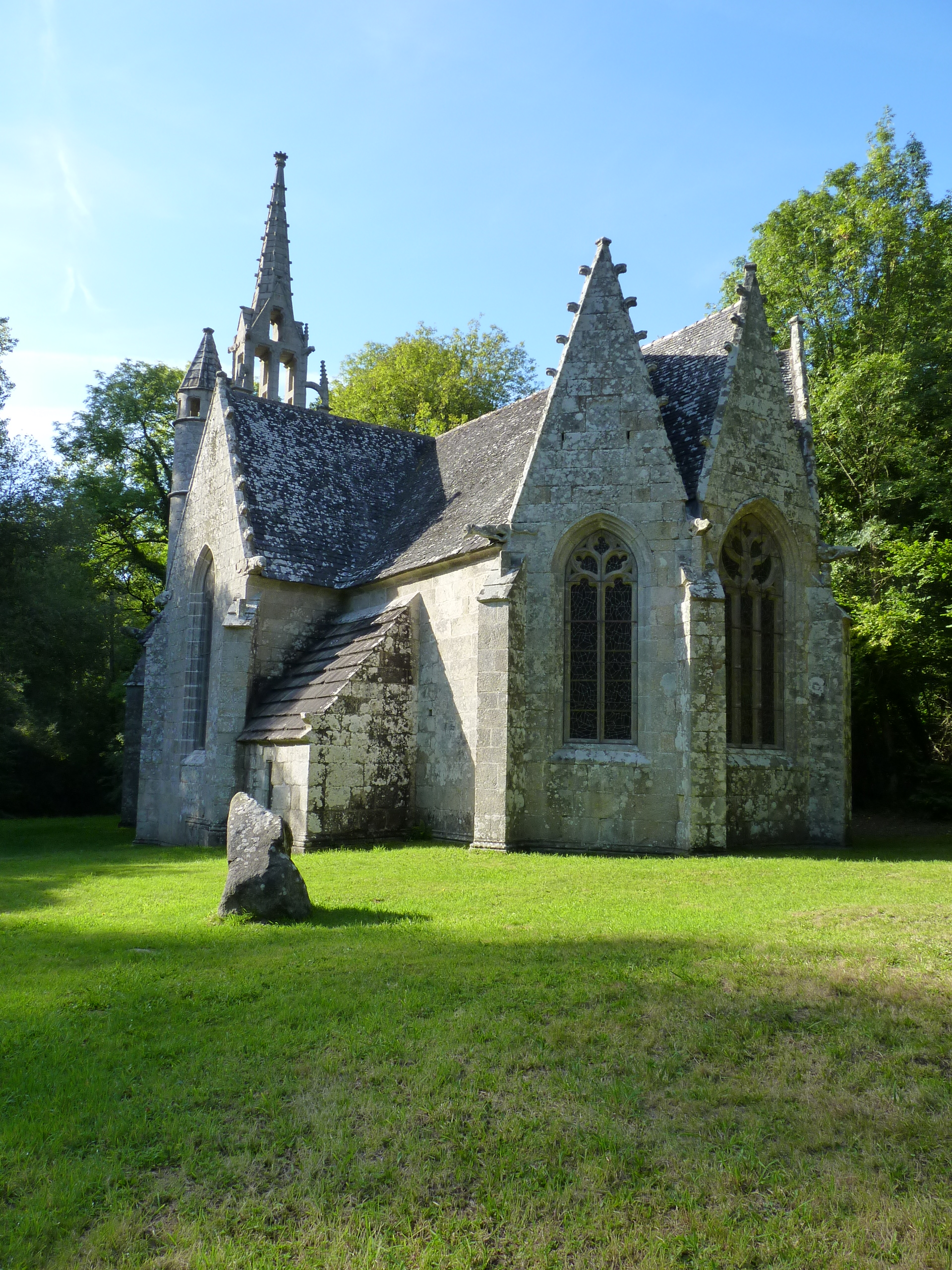
Chapelle Saint-Nicolas de Plufur. Chevet à pans, à hauts gables et à couverture à noues multiples.

On trouve des édifices de ce style de Guimiliau (Léon) à Ploumilliau (Trégor), villes distantes d'une quarantaine de kilomètres : on en trouve surtout dans le Bas-Trégor, parfois dans le Léon, parfois en Cornouaille. De nombreux édifices de ce style sont construits au sein d'enclos paroissiaux.

## Les deux caractéristiques principales du style
Le style Beaumanoir a recours à des éléments architecturaux connus en d'autres lieux. Son originalité consiste à les associer, et d'une manière systématique. 

### Le clocher-mur Beaumanoir
En Bretagne, au XVe siècle, l'orgueilleuse tour couronnée d'une flèche est réservée aux paroisses les plus opulentes. D'autres doivent se contenter d'un clocher-mur très simple dont le clocheton est percé d'une seule baie. Le clocher-mur Beaumanoir représente une solution intermédiaire : une structure suffisamment stable pour offrir une silhouette élancée. Cette formule permet aux paroisses modestes et aux chapelles ne pouvant construire une tour de « posséder un véritable clocher ».
Le pignon est épais. Sa portion centrale est raidie par quatre contreforts de section constante, deux à l'avant, deux à l'arrière. L'ensemble dessine donc une pile dont la section serait un H écrasé. La particularité de cette pile est de s'élever bien plus haut que le faîtage de la nef. Elle supporte une plate-forme de pierre. Les angles de cette plate-forme reposent sur les quatre contreforts, et ses bords sur des assises en encorbellement. Elle est ornée de chimères et d'une balustrade flamboyante. Elle supporte un beffroi très léger, à deux niveaux et à trois baies, couronné d'une flèche. Arcs-boutants du beffroi et petits pinacles de charge reposent sur les piliers d'angle de la balustrade. Une tourelle d'escalier, livrant accès aux cloches, est accostée à l'un des contreforts. 

### Le chevet à trois pans, à hauts gables et à noues multiples
Dans une région où le chevet plat est très en faveur, le chevet Beaumanoir est polygonal. Les trois pans sont percés de trois fenêtres permettant d'obtenir un éclairage latéral du chœur. Les trois fenêtres sont surmontées de trois gables arrivant à même hauteur que les pignons des croisillons. La couverture de ce chevet est « à noues multiples » : elle se compose de trois petits toits, séparés par des noues avant de se raccorder en un même point au faîtage du chœur. Les noues dirigent les eaux de pluie vers des gargouilles, qui les évacuent. Chacune de ces gargouilles est soutenue par un pied-droit s'appuyant sur le couronnement d'un contrefort,. On trouve cette particularité sur tous les chevets Beaumanoir répertoriés par René Couffon — sauf à Saint-Gildas de Carnoët, où les gargouilles s'appuient directement sur les contreforts.

## Plan
Saint-Nicolas de Plufur, qui est une chapelle, offre la disposition de base du style Beaumanoir : clocher-mur à l'ouest, plan en croix latine, nef à un seul vaisseau, transept (vrai transept dans le cas de Saint-Nicolas), chœur, abside à trois pans.
Les églises tréviales (Notre-Dame de Trédrez, Notre-Dame-de-la-Merci, à Trémel) ont le même plan, avec une nef à deux vaisseaux. Les églises paroissiales ont une nef à trois vaisseaux.
Certaines églises ajoutent un porche à deux niveaux (c'est-à-dire surmonté d'une chambre) à l'ouest, un porche à deux niveaux au sud, ainsi que des chapelles privatives ; mais aucune église n'a conservé un tel ensemble d'origine.

## Les dix édifices retenus par René Couffon
René Couffon établit une liste d'églises et de chapelles du style. Il écarte trois édifices disparus :
- l'ancienne église de Plouigneau, signalée par Louis Le Guennec. Elle était « toute semblable à Saint-Yves de Plougonven »[14] ;
- l'ancienne église de Plounérin, signalée par Pol de Courcy. Elle présentait un chevet de type Beaumanoir, daté de 1500[15] ;
- la chapelle de la Sainte-Trinité, en Plounérin, dotée d'un clocher-mur Beaumanoir[14].

Il retient dix édifices subsistant.
- Deux d'entre eux sont dans leur état primitif.
- Huit ont des clochers qui se ressemblent (plusieurs sont « rigoureusement identiques »).
- Six ont des chevets très proches.

Ces dix édifices conservent au moins une des deux caractéristiques principales du style : le clocher-mur élancé ou le chevet à noues multiples.
- Trois ont gardé clocher-mur et chevet d'origine.
- Cinq n'ont plus de Beaumanoir d'origine que leur clocher-mur.
- Deux n'ont plus de Beaumanoir d'origine que leur chevet.

| Édifice                                 | Clocher-mur | Chevet | Observations                                                             |
| --------------------------------------- | ----------- | ------ | ------------------------------------------------------------------------ |
| Chapelle Saint-Nicolas de Plufur        | ×           | ×      | prototype du style, édifice le mieux conservé                            |
| Église Notre-Dame de Trédrez            | ×           | ×      |                                                                          |
| Église Notre-Dame-de-la-Merci, à Trémel | ×           | ×      |                                                                          |
| Église Saint-Yves de Plougonven         | ×           |        | chevet plat reconstitué, une chapelle a un chevet Beaumanoir reconstitué |
| Église Saint-Milliau de Ploumilliau     | ×           |        |                                                                          |
| Église Saint-Miliau de Guimiliau        | ×           |        |                                                                          |
| Église Saint-Ténénan de Guerlesquin     | ×           |        | chevet à noues multiples du XIXe siècle                                  |
| Église Saint-Judoce de Lohuec           | ×           |        | clocher-mur écarté par Christian Millet                                  |
| Église Saint-Dogmaël de Ploulec'h       |             | ×      |                                                                          |
| Chapelle Saint-Gildas de Carnoët        |             | ×      | chevet écarté par Millet                                                 |

### Chapelle Saint-Nicolas de Plufur

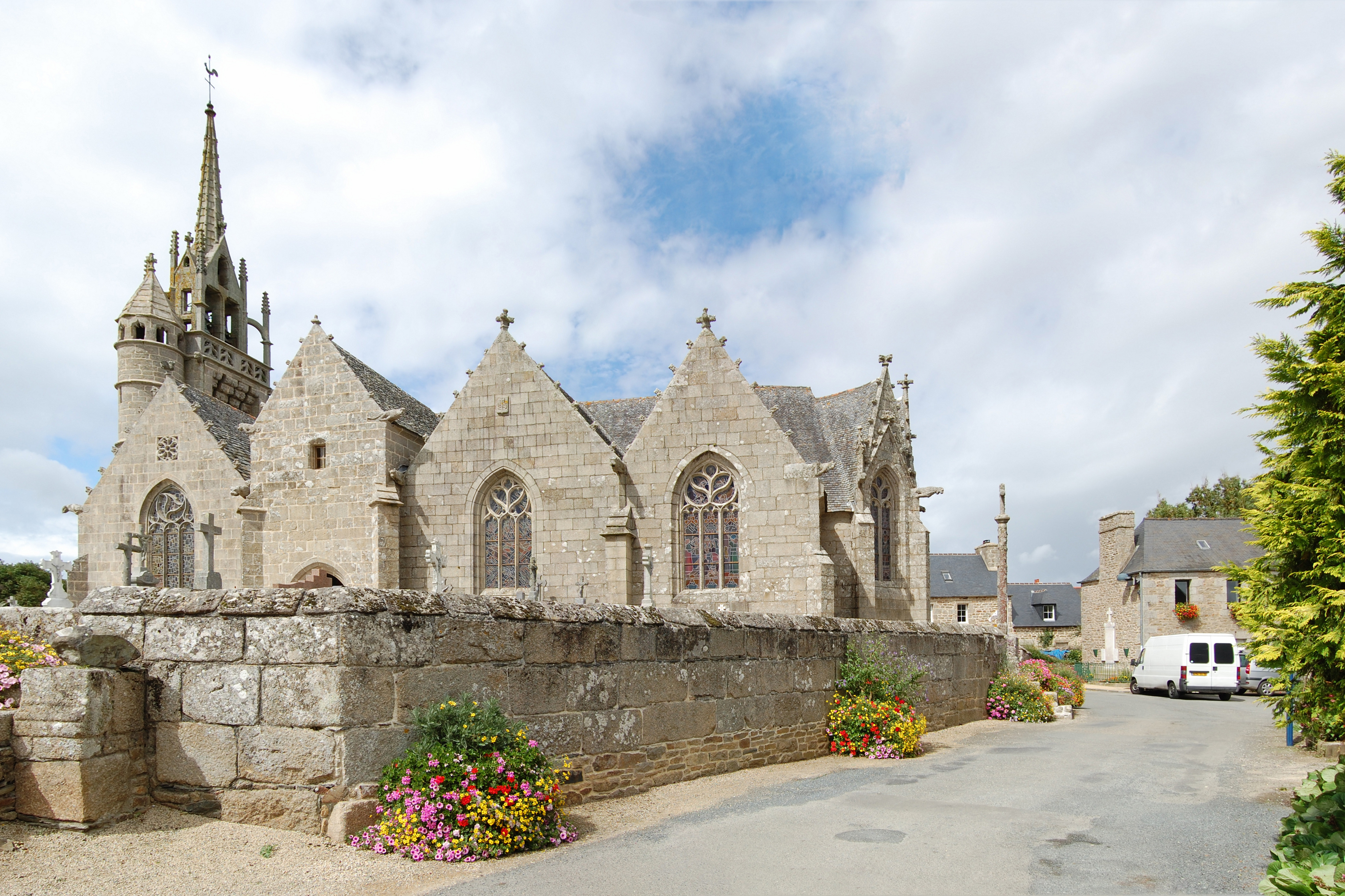
Église Notre-Dame de Trédrez.

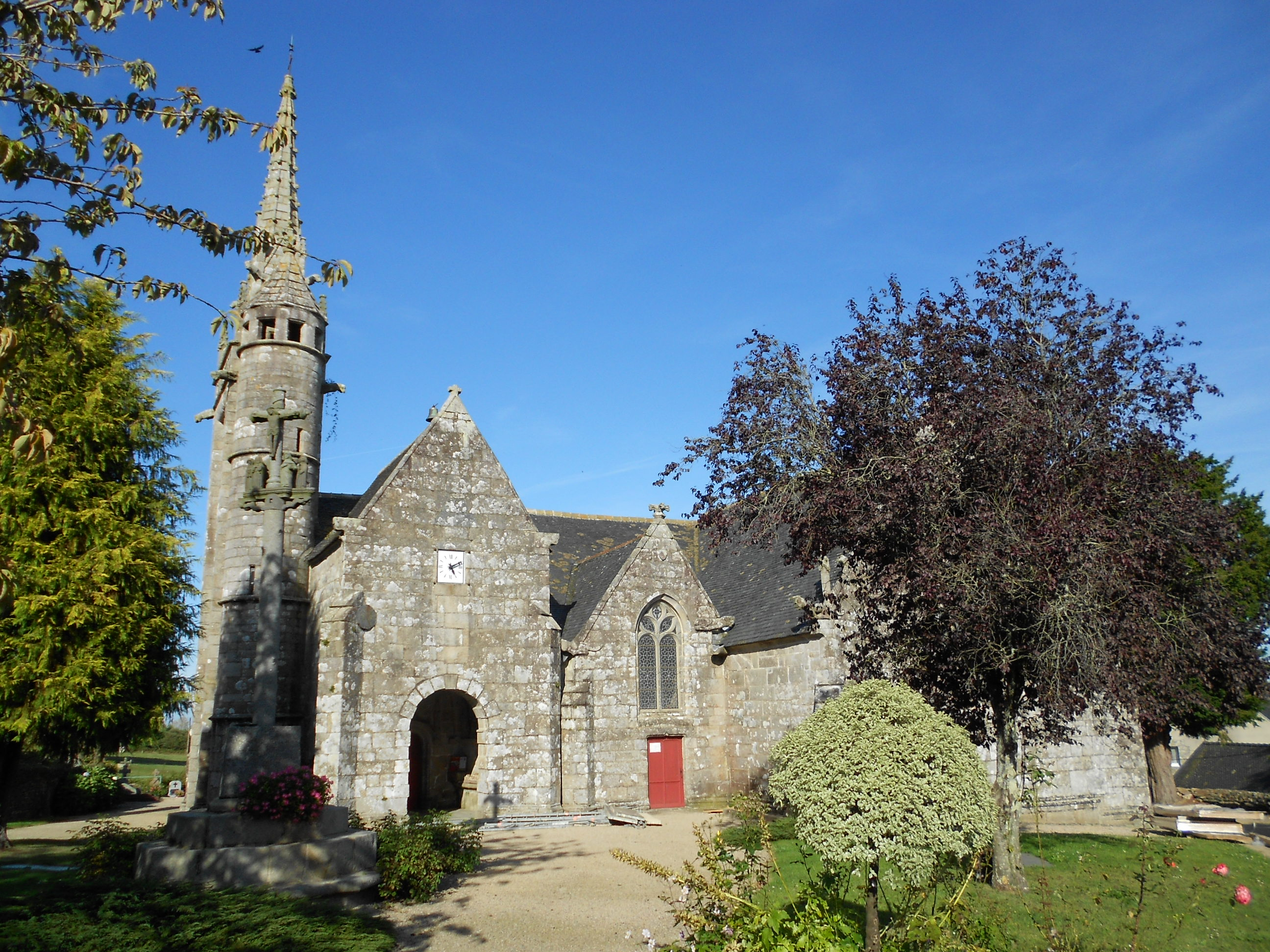
Église Notre-Dame-de-la-Merci, à Trémel.

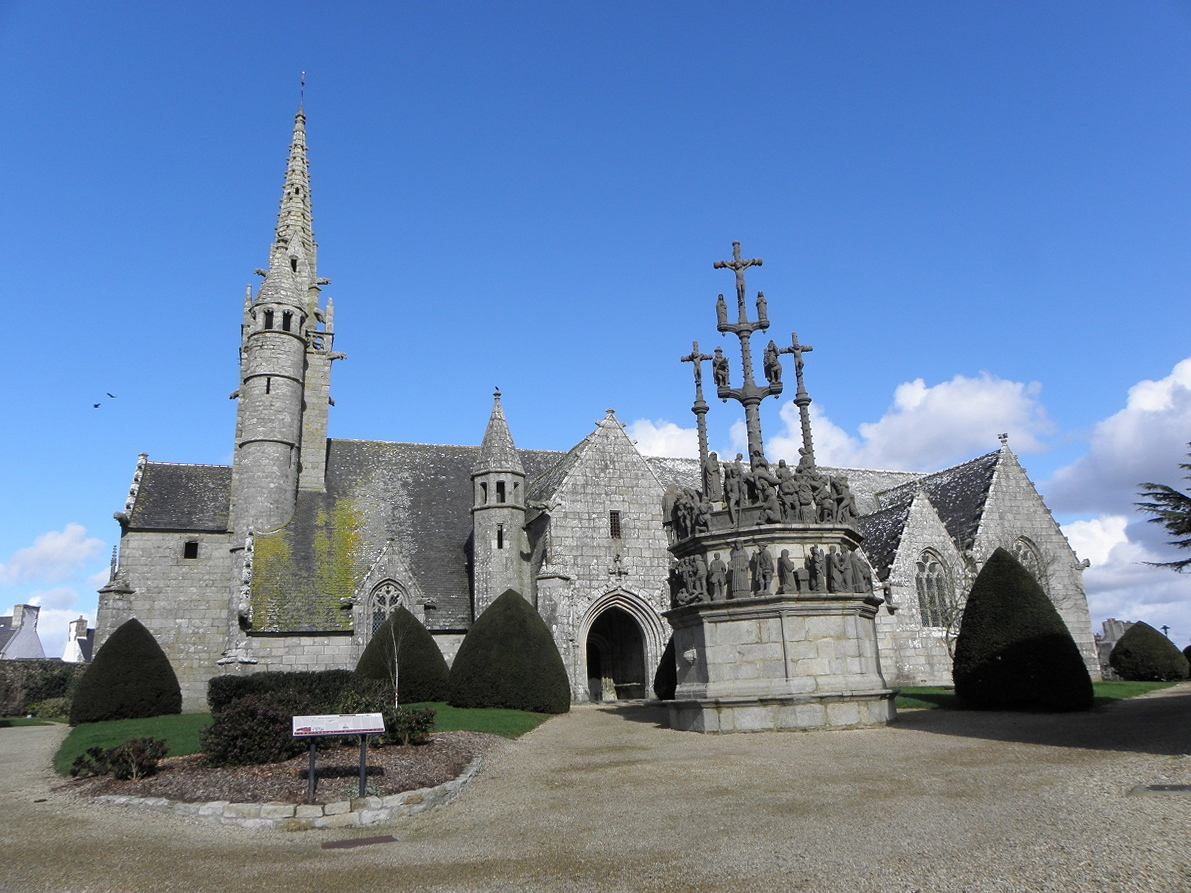
Église Saint-Yves de Plougonven.

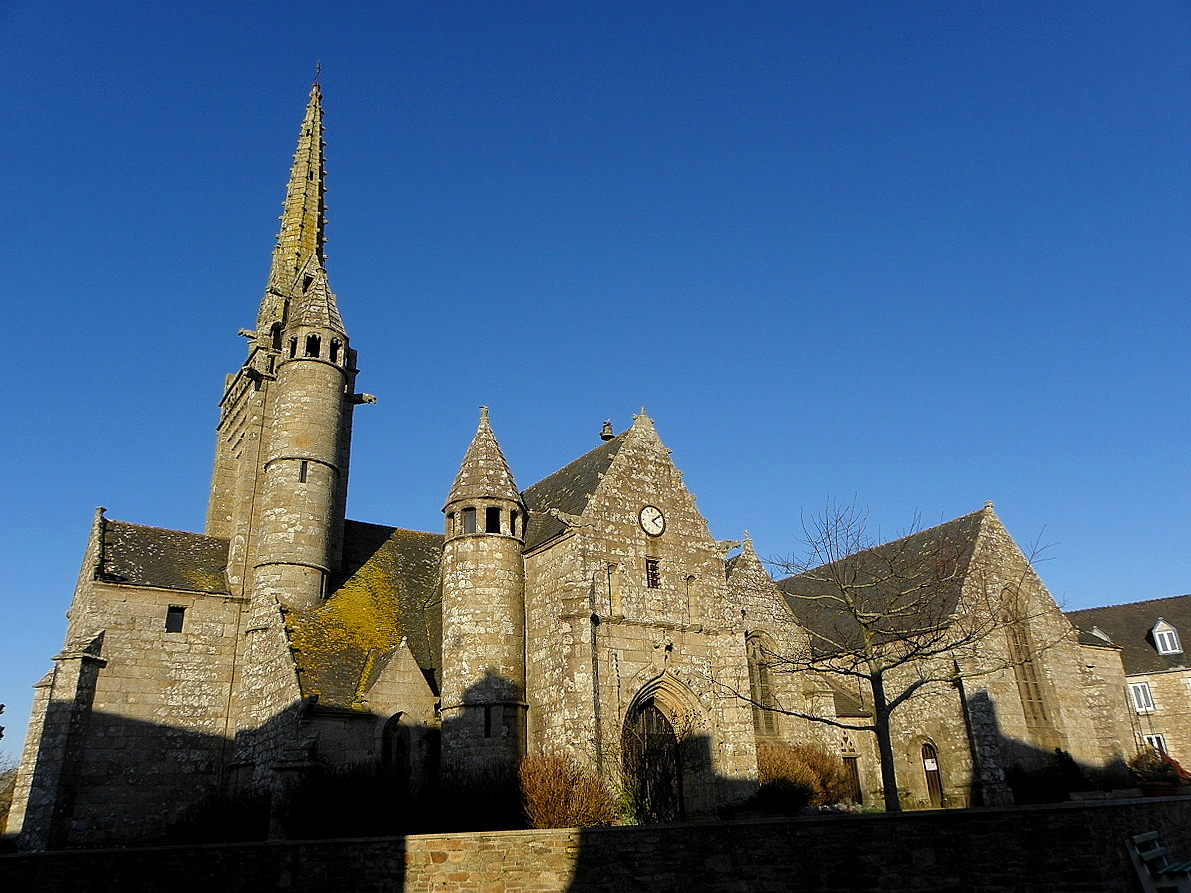
Église Saint-Milliau de Ploumilliau.

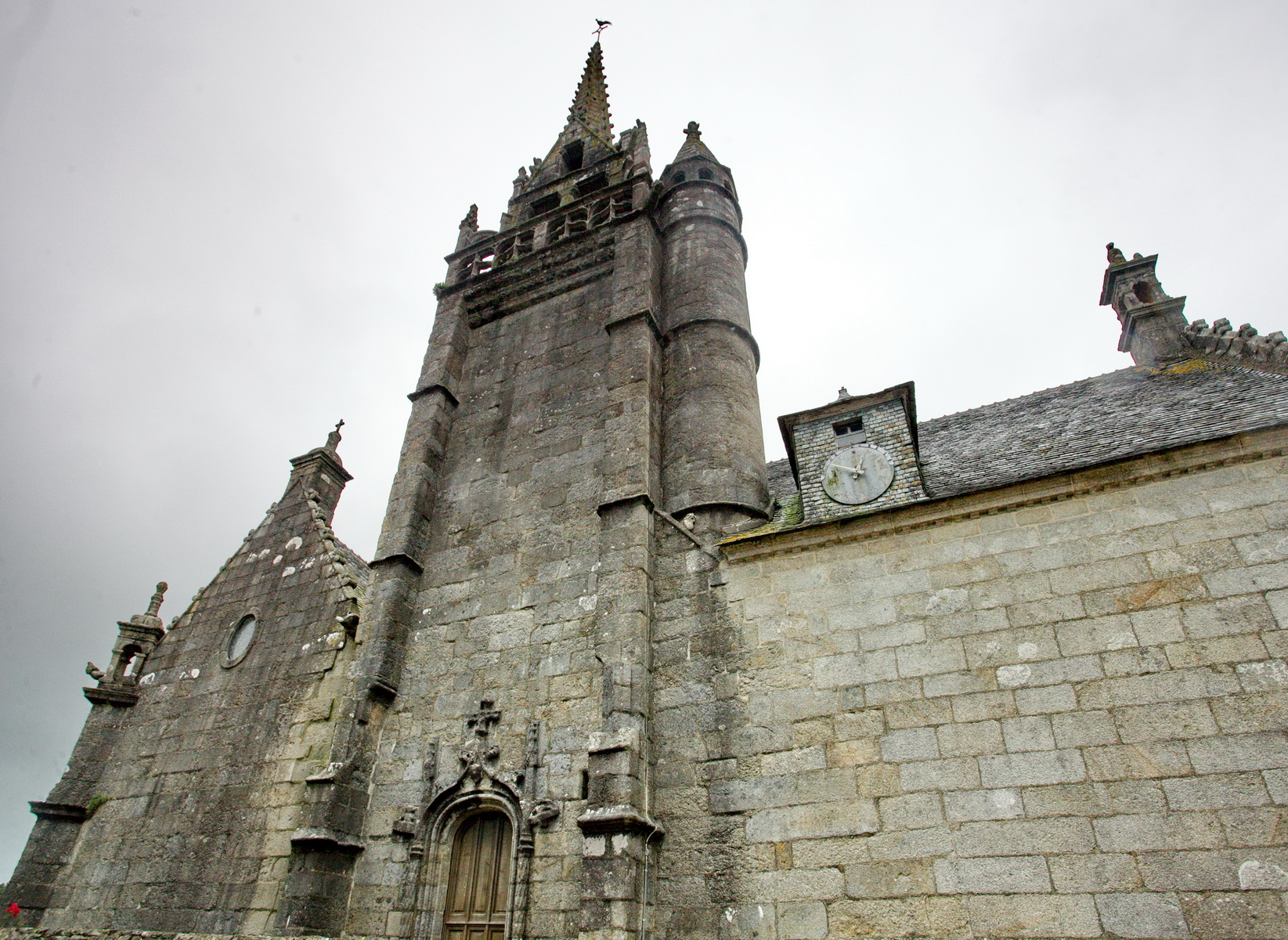
Église Saint-Miliau de Guimiliau.

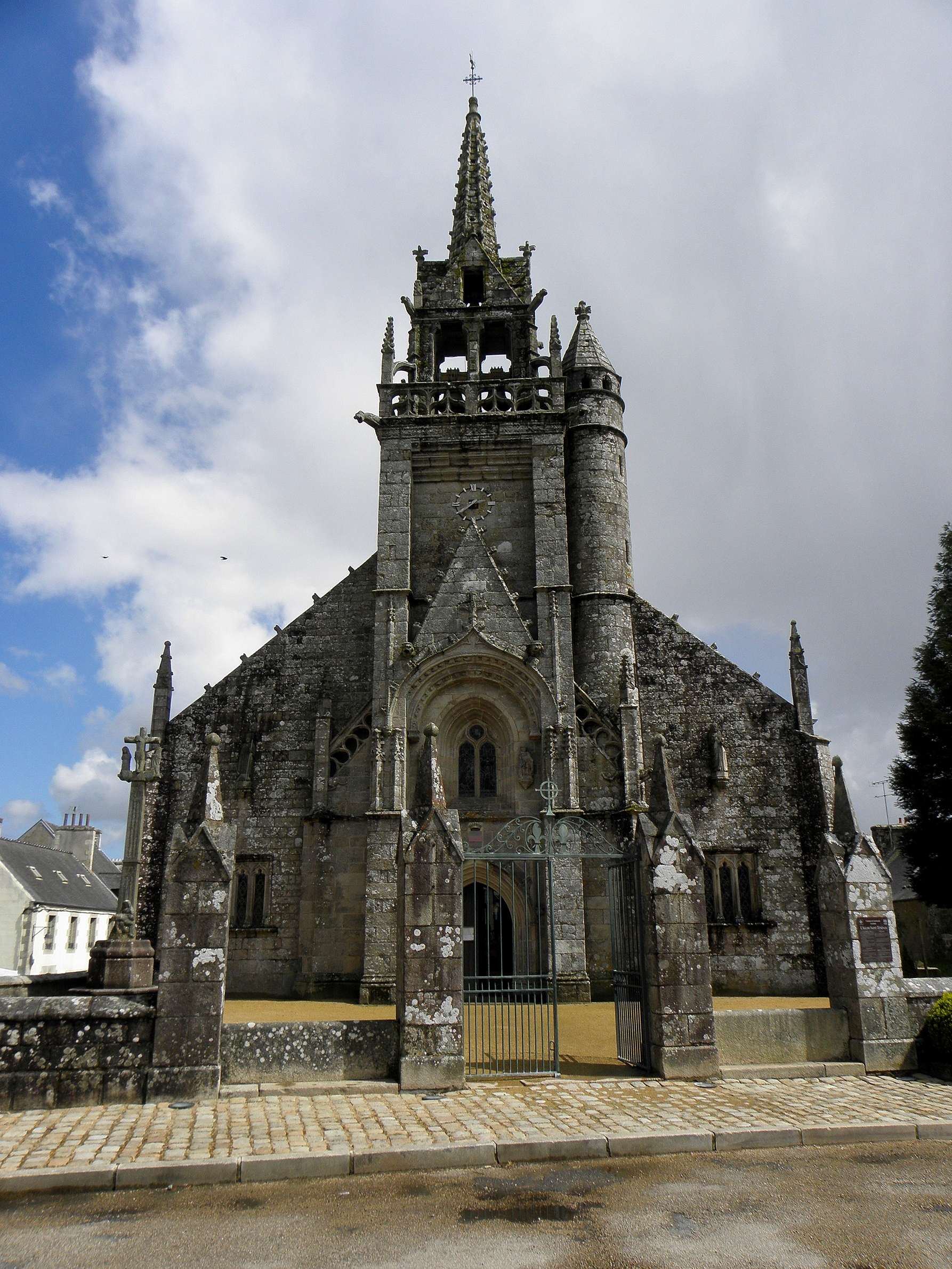
Église Saint-Ténénan de Guerlesquin.

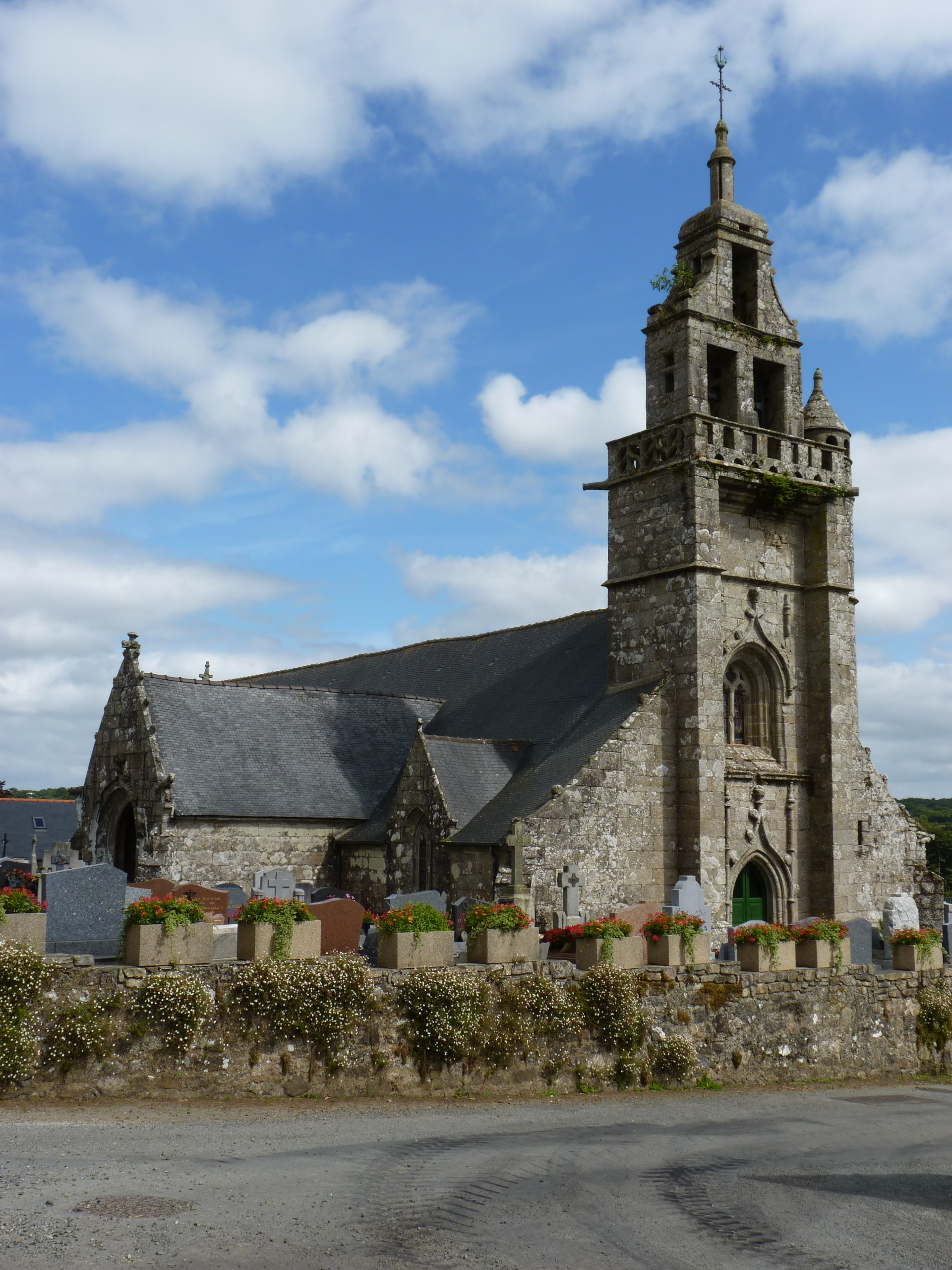
Église Saint-Judoce de Lohuec.

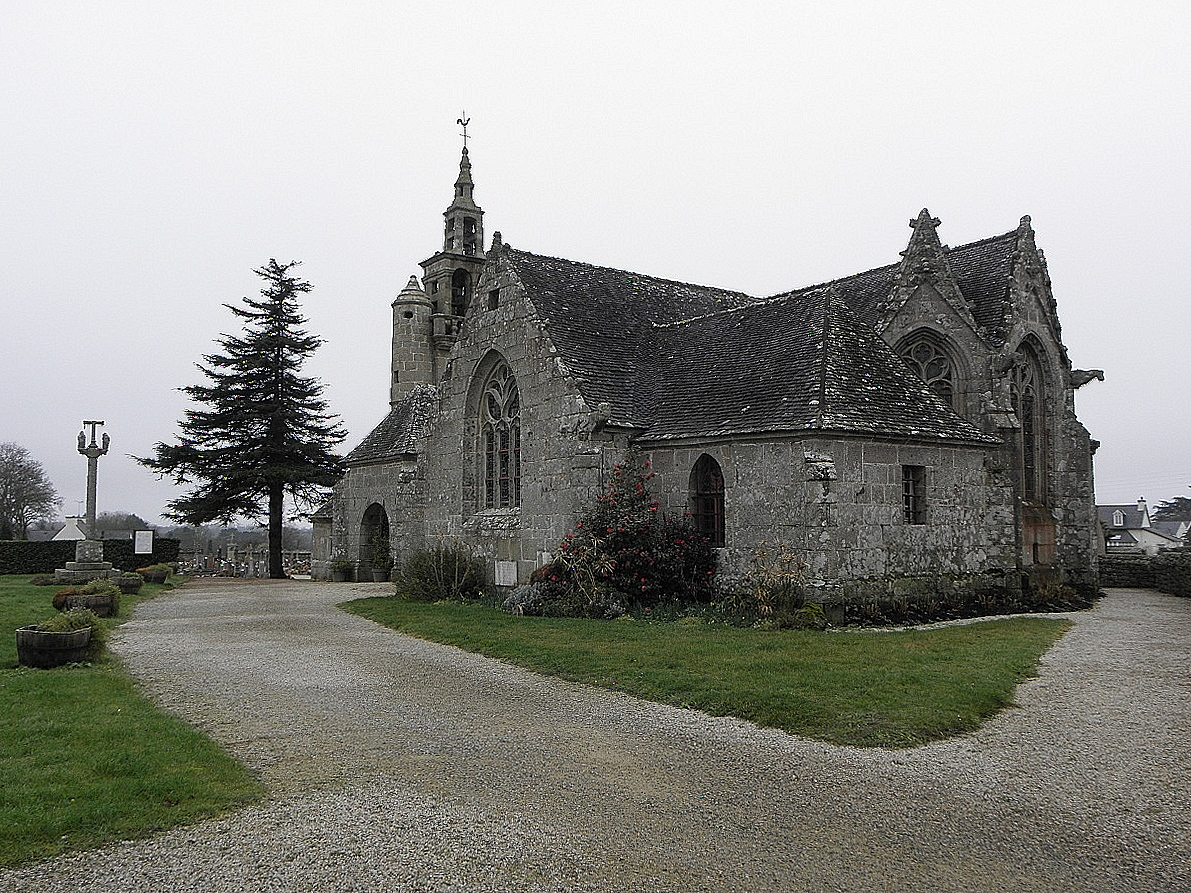
Église Saint-Dogmaël de Ploulec'h.

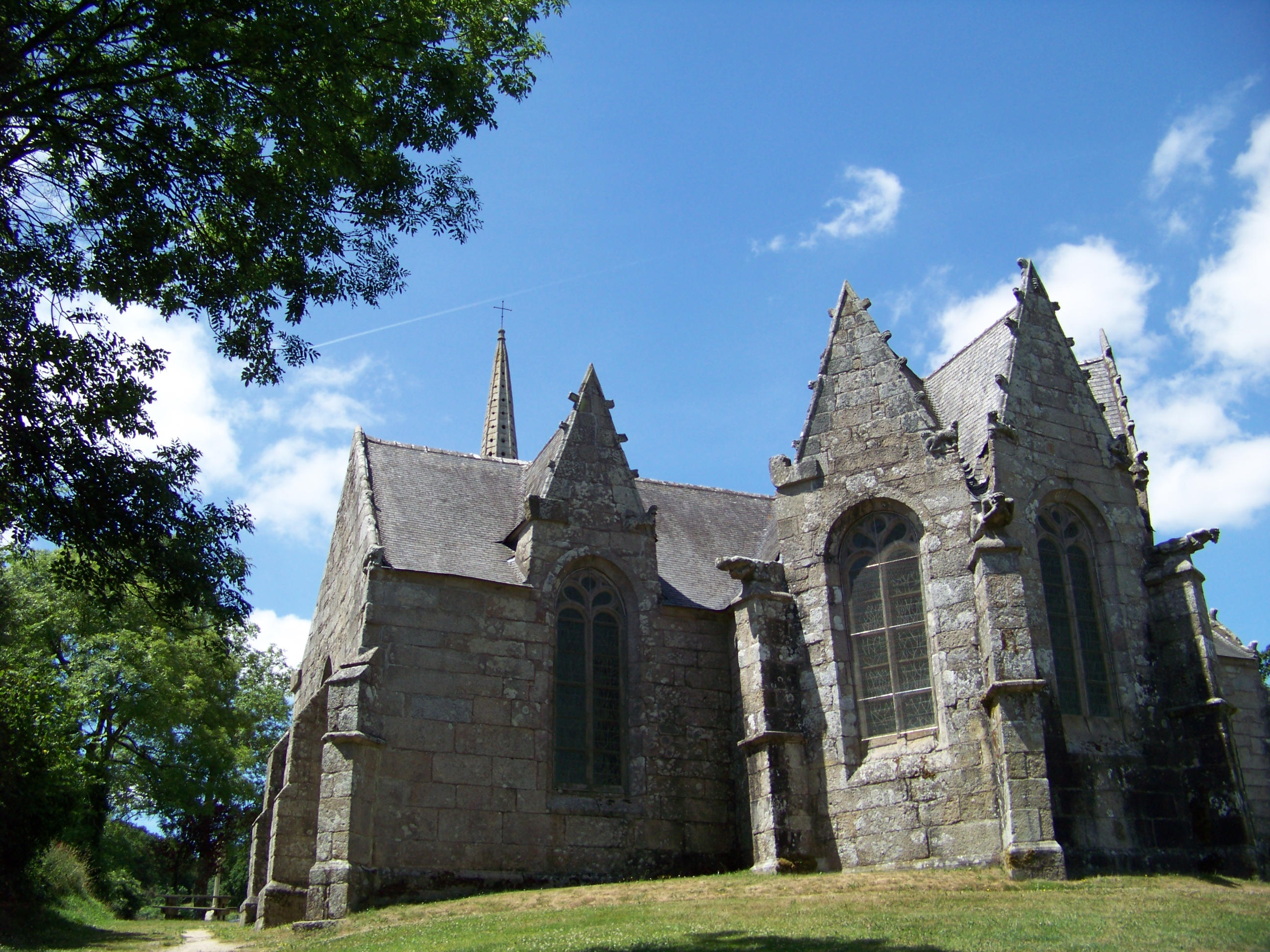
Chapelle Saint-Gildas de Carnoët.

La chapelle Saint-Nicolas de Plufur, dans le Trégor, est datée de 1499. Elle est, selon de nombreux auteurs dont René Couffon et André Mussat, le prototype du style Beaumanoir. André Mussat y voit en outre la plus belle réalisation dans ce style. Pour Christian Millet, elle est « une des œuvres majeures de cette période ». Difficile d'accès, elle n'a subi ni remaniements ni ajouts ni destructions. Son extérieur est quasiment intact. La balustrade de la plate-forme, disparue, doit être remontée.

### Église Notre-Dame de Trédrez
L'église Notre-Dame (anciennement Saint-Laurent) de Trédrez, dans le Trégor, est datée de 1500. Elle est agrandie à plusieurs reprises. Le clocher-mur est semblable à celui de Saint-Nicolas de Plufur. La flèche est détruite par la foudre en 1881, mais restaurée à l'identique. Le chevet est le même que celui de Saint-Nicolas de Plufur, mais plus richement décoré.

### Église Notre-Dame-de-la-Merci, à Trémel
L'église tréviale Notre-Dame-de-la-Merci, à Trémel, se trouve dans le Trégor. L'ornementation est encore plus sobre qu'à Saint-Nicolas de Plufur. Incendiée par les ligueurs en 1590, elle est reconstruite à partir de 1598 (le porche sud est reconstruit cette année-là). Il reste de l'église primitive le clocher-mur et le chevet, qui offrent tous deux de grandes ressemblances avec ceux de Saint-Nicolas de Plufur et de Notre-Dame de Trédrez. La nef et la petite chapelle sud sont également de style Beaumanoir, tandis que la grande chapelle sud, par ses remplages et ses crossettes, s'en écarte.

### Église Saint-Yves de Plougonven
L'église Saint-Yves de Plougonven se trouve dans le Trégor. Le porche ouest, à deux niveaux, est construit en 1481. « Au moins une partie du pignon adjacent » est construite vers la même époque. Deux chapelles des bas-côtés sont construites en 1507. En 1511, Philippe Beaumanoir dresse un devis. L'église est terminée en 1523. Le porche sud comporte également un étage. L'édifice compte un grand nombre de chimères, presque toutes différentes. Le chevet de l'église est plat. En revanche, la chapelle privative du croisillon nord est pourvue d'un chevet à noues multiples. L'église est presque entièrement détruite en 1929. Le clocher-mur reste debout. L'édifice est reconstitué très exactement. 

### Église Saint-Milliau de Ploumilliau
L'église Saint-Milliau de Ploumilliau est dans le Trégor. Sa flèche culmine à 32 mètres. Sa partie orientale est incendiée en 1589, pendant les guerres de la Ligue. Il ne reste de l'édifice Beaumanoir que le clocher-mur et les trois premières travées. La ressemblance avec la partie ouest de Saint-Yves de Plougonven est frappante : même pignon ouest, même clocher-mur Beaumanoir, précédé d'un porche à deux niveaux ; même porche sud, également à deux niveaux. Le chevet à pans est remplacé au XVIIe siècle par un chevet plat. Le faux transept est du XIXe siècle.

### Église Saint-Miliau de Guimiliau
L'église Saint-Miliau de Guimiliau est dans le Léon. Seul son clocher-mur est Beaumanoir. Il présente quelques différences avec les autres clochers-murs : le pignon n'est pas percé d'une fenêtre, les contreforts sont décorés de cordons. Le reste de l'église, dit Christian Millet, paraît de structure ancienne, et « habillé au goût du jour » au XVIIe siècle. 

### Église Saint-Ténénan de Guerlesquin
L'église Saint-Ténénan de Guerlesquin est dans le Trégor. Il ne subsiste de l'édifice ancien que le clocher-mur Beaumanoir. Les contreforts sont ornés de cordons, comme à Guimiliau, mais ici le pignon est percé d'une fenêtre. Cette fenêtre, déplore René Couffon, est « surmontée d'une très profonde voussure avec gable qui prend appui sur les contreforts et alourdit très sensiblement le monument ». Christian Millet avance une explication : le clocher-mur s'est peut-être greffé sur une façade antérieure, d'une tout autre conception. Le reste de l'église actuelle est du XIXe siècle (y compris le chevet  à noues multiples). 

### Église Saint-Judoce de Lohuec
L'église Saint-Judoce de Lohuec se trouve dans le Trégor. Incendiée, elle est reconstruite de 1803 à 1805. Il ne subsiste de l'édifice ancien que le clocher-mur. Des modifications lui ont été apportées : le beffroi et une partie de la balustrade ont été refaits, les gargouilles ont été remplacées par des tubes de canon. René Couffon le juge cependant « tout semblable » aux précédents. Pour des raisons de conception et de décoration, Christian Millet retire le label Beaumanoir à ce clocher-mur.

### Église Saint-Dogmaël de Ploulec'h
L'église Saint-Dogmaël (ou Saint-Pierre-et-Saint-Paul) de Ploulec'h, dans le Trégor, a été souvent remaniée. Il ne subsiste de l'édifice originel que la chapelle sud (1532) et le chevet. Christian Millet pense que le chevet est une œuvre tardive de l'« atelier », et une copie de celui de Notre-Dame de Trédrez : « Les proportions sont plus lourdes, le dessin des remplages des baies et les gargouilles plus frustes. »

### Chapelle Saint-Gildas de Carnoët
La chapelle Saint-Gildas de Carnoët se trouve en Cornouaille. L'édifice est du début du XVIe siècle, à l'exception du clocher-mur qui est du XVIIIe. Pour René Couffon, le chevet « est exactement semblable » aux précédents « et sans nul doute du même atelier ». Christian Millet est d'un avis contraire. Il retire le label Beaumanoir à ce chevet, car les gargouilles, au lieu d'être soutenues par un pied-droit reposant sur le couronnement du contrefort, s'appuient ici directement sur le contrefort.

## La famille Beaumanoir
Les archives mentionnent la famille Beaumanoir entre 1463 et 1561. Ce sont des constructeurs originaires de Plougonven, paroisse du Trégor située dans l'actuel Finistère. Ils s'établissent à Morlaix dans la deuxième moitié du XVe siècle. Ils sont pour la plupart des tailleurs de pierre. Transmettant en famille leur savoir-faire, ils garantissent une continuité dans les longs chantiers. Ils bâtissent principalement des édifices religieux. Le plus ancien membre connu de la famille, Jehan, travaille pour l'ancienne église Saint-Melaine (dite aussi Notre-Dame) de Morlaix, vers 1465.
De 1487 à 1496, Étienne Beaumanoir, maître picoteur (tailleur de pierre) à Morlaix, est maître d'œuvre de la chapelle Saint-Jagut de Plestin-les-Grèves. Il ne s'agit pas ici de « style Beaumanoir » : le pignon est sans contreforts, le clocheton a une seule baie, etc.
En 1490, Beaumanoir le Vieil, Étienne et Beaumanoir le Jeune travaillent à la reconstruction de l'église Saint-Melaine de Morlaix.

### Philippe Beaumanoir
Philippe Beaumanoir, maître picoteur à Morlaix, travaille en 1499 sur la chapelle Saint-Nicolas de Plufur, le prototype du style. On a de lui un devis daté de 1511 pour l'église Saint-Yves de Plougonven (achevée en 1523). De 1511 à 1516, il établit les plans et dirige la construction de la tour de Saint-Melaine.
Saint-Jagut de Plestin-les-Grèves et Saint-Melaine n'ont ni clocher-mur à contreforts ni chevet à noues multiples. En revanche, Saint-Nicolas de Plufur et Saint-Yves de Plougonven sont au nombre des œuvres retenues par René Couffon. Celui-ci voit dans Philippe le concepteur des deux édifices. Il en déduit que les dix œuvres peuvent lui être attribuées : « L'on est donc tenté de conclure que c'est à ce bon architecte qu'il convient d'attribuer la conception nouvelle de ces édifices dont il assuma l'exécution avec son atelier. » Il situe l'activité de l'atelier de 1488 à 1530 environ. En 1938, Couffon fait donc entrer les notions de « style Beaumanoir » et d'« atelier Beaumanoir » dans l'histoire de l'art de Basse-Bretagne.

### Controverse sur la paternité des édifices
Soixante ans plus tard, Christian Millet juge « indéniable » l'existence d'un atelier ayant répandu un style particulier dans la région de Morlaix. En revanche, il doute que cet atelier ait été formé de la famille Beaumanoir.
- Contrairement à René Couffon, il n'attribue pas la conception de Saint-Nicolas de Plufur à Philippe Beaumanoir, mais au commanditaire, Plusquellec. Dans une inscription gravée sur la façade ouest, le nom de ce dernier est en effet suivi de la mention « fit le devis de ceste eglise », tandis que celui de Philippe n'est suivi que de : « fut sans faille M[aître] ouprier en pierre »[39]. « Le débat reste ouvert[40] », dit Michèle Boccard.
- Millet refuse également de voir en Philippe le concepteur de Notre-Dame de Trédrez. Il  attribue cet édifice à An Dat, dont le nom figure sur une inscription à l'intérieur de l'église, accompagné de la date 1500[41].
- Il fait remarquer que, dans le devis du 26 décembre 1511 dressé par Philippe pour Saint-Yves de Plougonven[23], le clocher-mur et le chevet à noues multiples de la chapelle privative ne figurent pas[42] (le devis nous est parvenu incomplet[43]).
- Les principes constructifs des œuvres attribuées à coup sûr à des membres de la famille Beaumanoir (Saint-Jagut de Plestin-les-Grèves et Saint-Melaine de Morlaix) ont peu de liens avec le style Beaumanoir : ni clocher-mur à contreforts ni chevet à noues multiples[44].
- Enfin, le propre inventaire de Millet fait apparaître, en tenant compte des œuvres disparues, une production trop abondante pour une seule famille[45].

## Héritage

### Clochers murs

#### Clochers-murs respectant le principe constructif Beaumanoir
René Couffon établit une liste d'une quarantaine d'édifices qui, de 1552 à 1891, utilisent « rigoureusement » la solution technique du clocher-mur Beaumanoir, tout en sacrifiant à la mode décorative de l'époque de construction. Il donne comme les plus typiques de cette tendance :
- le clocher-mur (1577) de l'église Saint-Pierre-et-Saint-Paul de Ploubezre, dû à l'architecte Jean Le Taillanter. La partie supérieure, touchée deux fois par la foudre, est refaite au XIXe siècle[47] ;
- le clocher-mur (1585) de l'église Saint-Jean-Baptiste, ou Cathédrale de l'Argoat, à Plourac'h[48] ;
- le clocher-mur (1586) de l'église Notre-Dame de Ploujean[49] ;
- le clocher-mur (1633) de l'église Notre-Dame de Botmel, anciennement Saint-Baumaël, en Callac ;
- le clocher-mur (vers 1700) de l'église Notre-Dame-de-Bonne-Nouvelle, autrefois Saint-Samson, à Bréhat[50].

#### Clochers-murs ne s'inspirant que de la décoration Beaumanoir
Couffon signale par ailleurs trois clochers-murs s'inspirant du style Beaumanoir sur le plan décoratif, sans en respecter le principe constructif :
- le clocher-mur (fin du XVIe siècle) de « la Vieille Église » d'Henvic[51] ;
- le clocher-mur (1655) de l'église Saint-Pierre de Guimaëc[52] ;
- le clocher-mur (1757) de la chapelle Saint-Gildas de Carnoët.

Enfin, il parle d'une « réminiscence lourde » à propos du clocher-mur (1819) de l'église Saint-Yves de Minihy-Tréguier. 

### Chevets
Les chevets d'inspiration Beaumanoir connaissent eux aussi une grande faveur. René Couffon en cite une trentaine, construits de 1506 à 1865, comme par exemple celui (1677) de l'ossuaire de Saint-Thégonnec, dû à l'architecte Jean Le Bescont. Si l'on trouve des clochers-murs d'inspiration Beaumanoir jusqu'au Trieux, le chevet à noues multiples quant à lui reste ignoré dans le Grand-Trégor. Il rencontre en revanche beaucoup de succès dans le sud du Léon, au nord-ouest de la Cornouaille et aux alentours de Baud.

## Liste de Christian Millet
René Couffon établit sa liste de dix édifices Beaumanoir en ne tenant compte que de la présence du clocher-mur ou du chevet à noues multiples. Christian Millet fait intervenir un nouvel élément, qu'il juge important dans la production de l'atelier : le décor. Dans la grande majorité des œuvres de la liste Couffon, l'ornementation est de style flamboyant : contreforts, balustrade à mouchettes du clocher, chimères, larmiers, crochets, fleurons, remplages des baies… Pour Millet, tous ces éléments « participent à la définition de l'atelier » au même titre que le clocher-mur ou le chevet à noues multiples>. Pour cette raison, il écarte de la liste de Couffon le clocher-mur de Saint-Judoce de Lohuec et le chevet de Saint-Gildas de Carnoët.
Il garde les huit autres édifices de Couffon. Il en ajoute 17 nouveaux. Il ajoute d'abord l'église Saint-Melaine de Morlaix, en raison de l'intervention attestée de membres de la famille Beaumanoir (sur la nef, le chœur et la tour). Il ajoute ensuite douze édifices présentant des éléments majeurs du style Beaumanoir (clocher-mur, chevet ou ornements) :
- « la Vieille Église » d'Henvic, pour le clocher mur et le porche ouest ;
- la chapelle Saint-Maudez de Lanvellec, pour la chapelle sud ;
- l'église Saint-Jacques de Locquirec, pour la nef, le chevet rhabillé, les gargouilles de la chapelle sud ;
- l'église Saint-Agapit de Plouégat-Guérand, pour le clocher-mur et la partie ouest (1524) ;
- l'église Saint-Pierre de Plougasnou, pour la chapelle sud de Kericuff ;
- l'église (détruite) Saint-Ignace de Plouigneau, pour l'ensemble, en se fiant à une description ancienne ;
- la chapelle Notre-Dame de Luzivilly, en Plouigneau, pour la longère sud ;
- l'église Saint-Nérin de Plounérin, pour le chevet (détruit) de 1503[30] ;
- la chapelle de la Sainte-Trinité (disparue[57]), en Plounérin, pour le clocher-mur et les ornements ;
- l'église Saint-Jean-Baptiste de Saint-Jean-du-Doigt, pour la chapelle de l'Isle, la partie ouest et la balustrade de la tour ;
- l'ancienne église Saint-Pierre (« le Vieux Clocher ») de Taulé, pour le clocher-mur et le reliquaire[30] ;
- l'église Saint-Quémeau de Locquémeau[58], pour la nef, la chapelle sud et le reliquaire[30].

Enfin, Millet ajoute quatre édifices où des éléments de style Beaumanoir ont été intégrés à l'occasion de remaniements :
- l'église Saint-Pierre de Guiclan, pour les baies du chevet (remanié en 1688) ;
- l'église Saint-Pierre de Pleyber-Christ, pour la chapelle de Lesquiffiou ;
- la chapelle Saint-Nicodème de Lanléia, en Plouigneau, pour le chevet remanié ;
- l'église Saint-Florent de Plufur, pour la tour de 1772 comportant des restes de tourelle et de balustrade, et pour le chœur antérieur à 1504 (reconstruit)[30].

En tout, dans sa liste des édifices de l'« atelier », Millet réunit donc 25 chantiers.